# Costurero

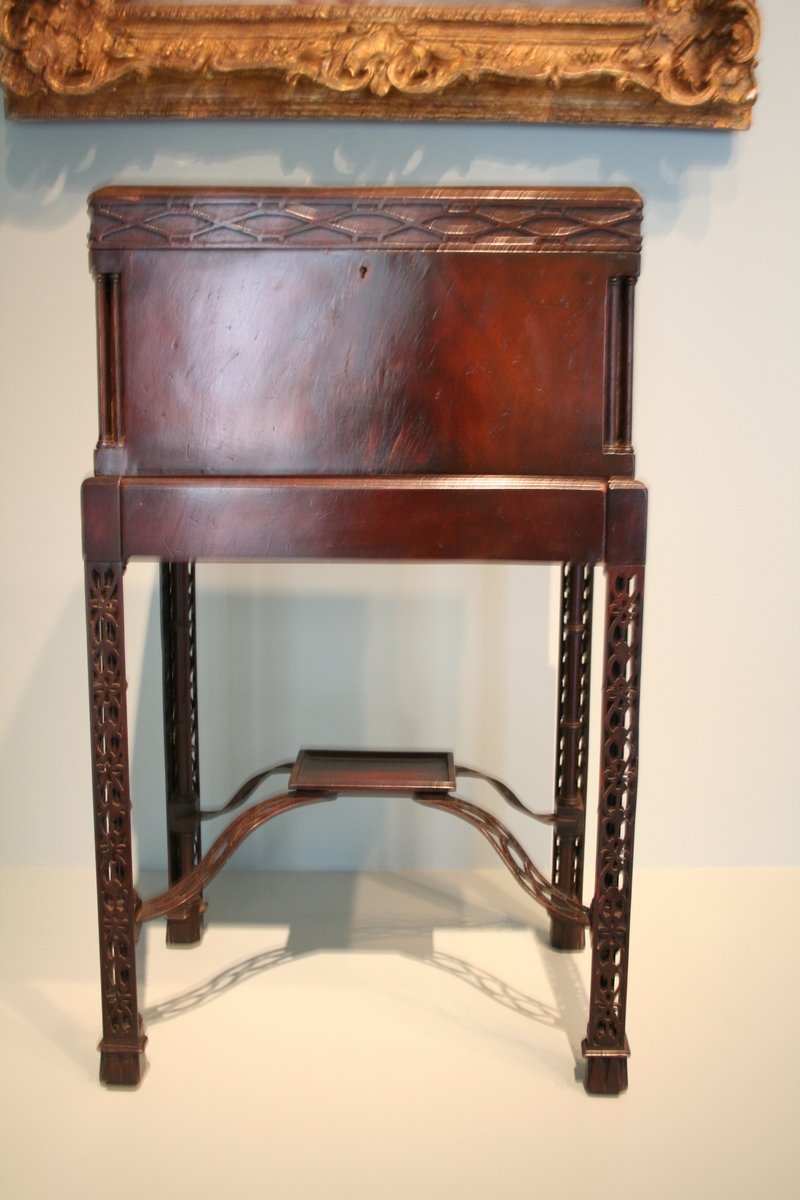
Costurero sobre una mesa de Chippendale

Un costurero (o caja de costura) es un recipiente en forma de cesta o caja en el que se guarda el material y los útiles de costura.
Los costureros tradicionales son cestas o cajas en los que se guardan agujas, hilos y otros utensilios necesarios para realizar labores de costura. La mayoría son ligeros y móviles pero históricamente han existido costureros fijos que constituían auténticos muebles compuestos de un recipiente que se asentaba sobre unas patas rígidas. 
Los costureros disponen de diversos compartimentos en los que se colocan ordenadamente los botones, bobinas de hilo, tijeras, etc. Pueden consistir en una cesta, una caja, un mueblecito con cajones o un simple envoltorio de tela con bolsillos. Un modelo clásico está compuesto por varios cajones superpuestos en donde se guardan los materiales. Al abrirlo, se desplazan escalonadamente colocándose de forma que se observa el interior de todas ellos. 
Entre los utensilios que debe tener un costurero se encuentran:
- Botones de diversos materiales y tamaños. Se aconseja guardarlos en un recipiente pequeño con tapa.
- Metro de sastre graduado por las dos caras.
- Bobinas de hilo de diferentes colores, siendo los fundamentales blanco, negro y azul.
- Tijeras de costurera.
- Dedal.
- Agujas de varios tamaños.
- Alfileres.

## Costurero de viaje
El costurero de viaje es un recipiente o sobre que contiene los elementos básicos para realizar una actuación de urgencia. Se lleva como parte del equipaje en los desplazamientos y contiene como mínimo hilo, aguja y algunos botones. 